# Saint-Priest-Ligoure
Saint-Priest-Ligoure este o comună în departamentul Haute-Vienne din centrul Franței. În 2009 avea o populație de 648 de locuitori.

## Evoluția populației
| An        | 1975 | 1982 | 1990 | 1999 | 2006 | 2009 |
| --------- | ---- | ---- | ---- | ---- | ---- | ---- |
| Populație | 631  | 640  | 561  | 567  | 618  | 648  |